# Anna Maria Alberghetti
Anna Maria Alberghetti (pronúncia italiana: [ˈanna maˈriːa alˈbɛrɡetti]; Pésaro, 15 de maio de 1936) é uma atriz e soprano ítalo-americana.

## Carreira
Alberghetti co-estrelou com Dean Martin o filme 10 Mil Alcovas de 1957 e com Jerry Lewis em The Jazz Singer em 1959, e Cinderelo sem Sapato em 1960,. Também apareceu em Seu Último Comando, de 1955, estrelado por Sterling Hayden, e protagonizou o filme Tirania das Balas em 1957.

## Vida pessoal
Alberghetti tornou-se cidadã americana em 1961. Ela foi casada com o produtor-diretor de televisão Claudio Guzmán de 1964 a 1974. Eles tiveram dois filhos: Alexandra (n. 1966) e Pilar (n. 1970).